# Spániel
A spánielek eredetileg vadászkutyák voltak és szárnyasokra vadásztak vele. Mára azonban már egyre kevesebbet használják vadászatokra, igazi házi kedvencekké váltak.

## Nevének eredete
A spánielek őshazája Spanyolország; a név jelentése: a spanyol.

## Fajtái

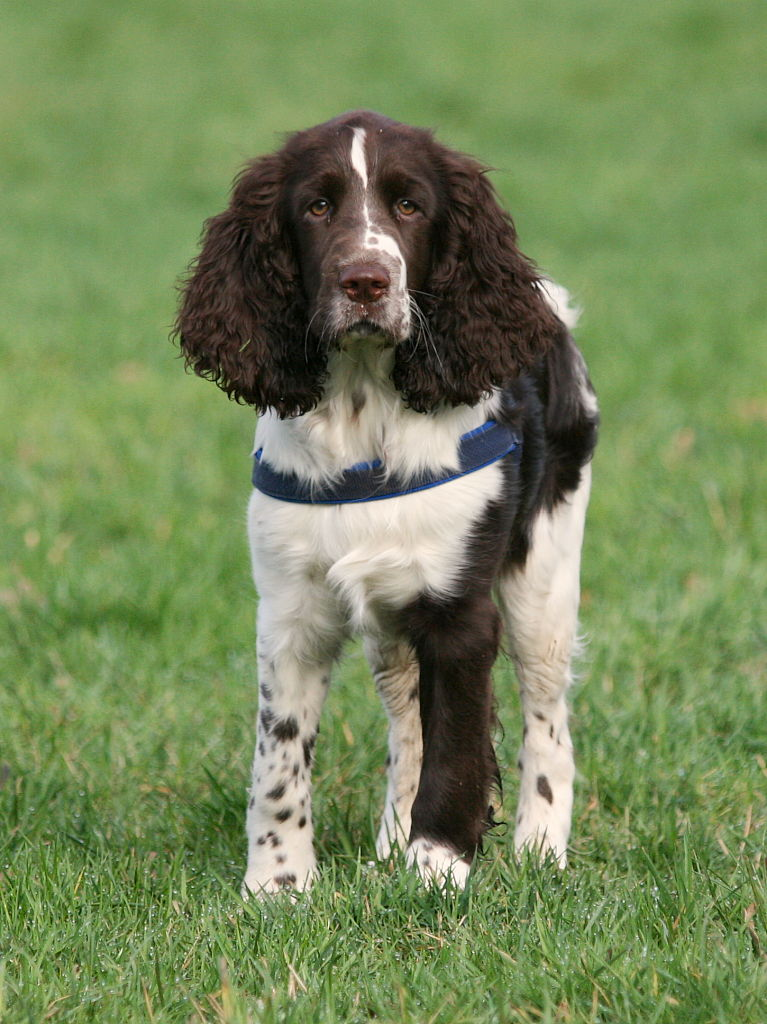
Az angol springer spániel

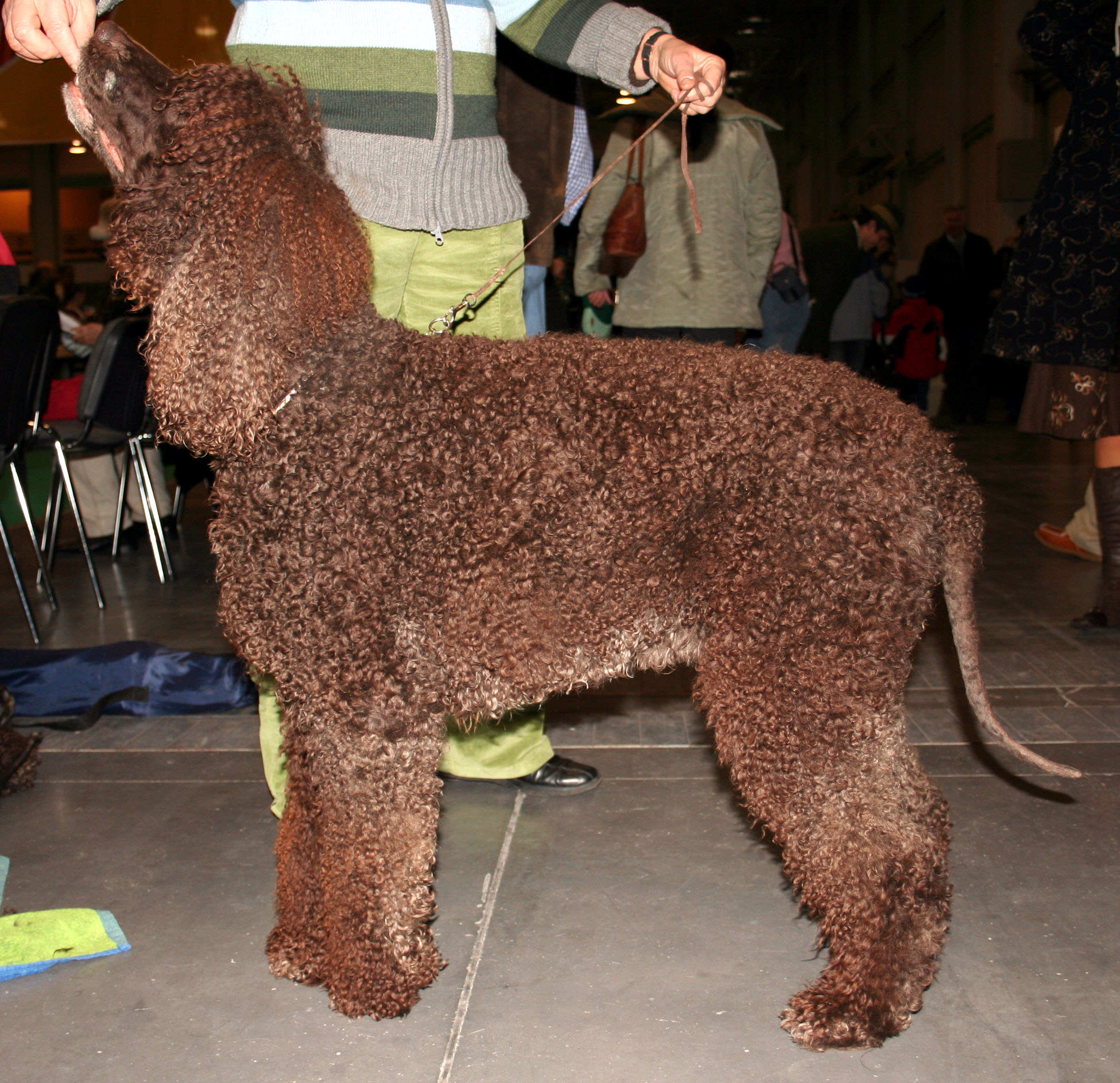
Ír vízispániel.

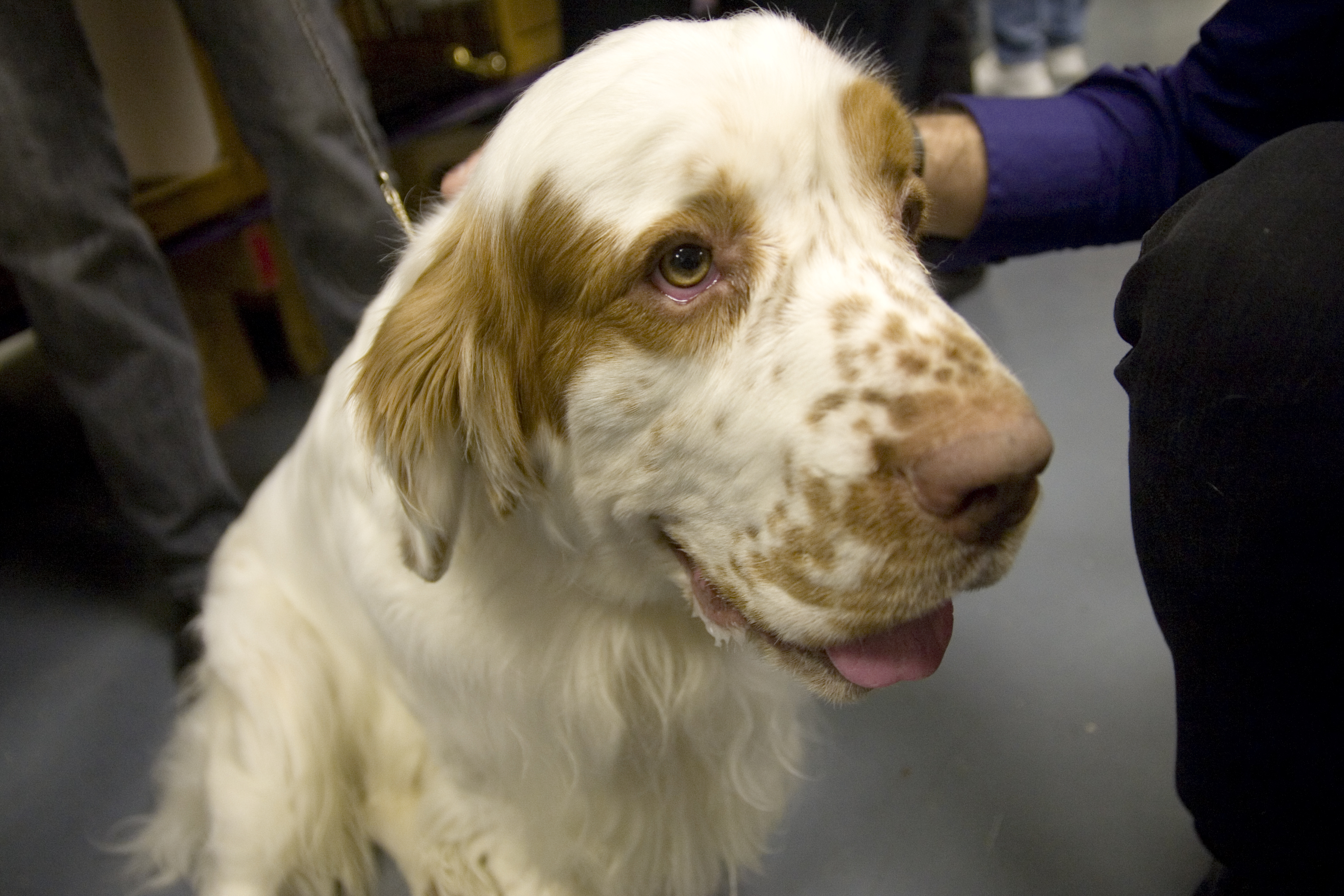
A clumber spániel.

### Angol cocker spániel
Az angol cocker spániel a fajtacsoport legismertebb és legnagyobb számban tartott képviselője. Minden bizonnyal ősi vérvonalat képvisel, ám múltja tisztázatlan, a spániel név eredete ma is vitatott. Angol írásos emlékek már a 10. században is említést tesznek a fajról, melyet a nemesek kutyájaként írnak le, és nagy anyagi értékkel illettek. Hajdanán speciálisan az erdei szalonka vadászatára tenyésztették ki, később nyulak és más apróvadak vadászatára is tartották. Az angol cocker spániel közepes testalkatú, jó kiállású, rugalmas izomzatú eb, mozgása egyaránt mutat erőt és kifinomultságot. Ma már inkább kedveltetésből tartják, akár lakásban is. Jól képezhető és okos, de önfejűségre hajlamos, ezért figyelmes nevelést igényel. Kiváló társ: hűsége megingathatatlan, derűs jelleme gazdáját is felvidítja. Az emberekkel roppant barátságos és nyitott, ezért őrzésre semmiképpen sem ajánlott, mert az idegeneket is örömmel, farkát csóválva üdvözli.

### Clumber spániel
A legerőteljesebb spánielt az angliai Clumber parkban tenyésztette ki New Castle hercege. A clumber spániel vérbeli vadászkutya: terhelhetősége kitűnő, jelleme nyugodt, lelkesen szolgálja gazdáját. Roppant eszes kutya, kiválóan képezhető, soha nem kapkod és nem mutatkozik idegesnek, viselkedése megfontoltságot mutat. Csendes kutya, ritkán ugat. Vadászok és erdészek egyaránt szívesen tartják, de házi kedvencként is népszerű.

### Ír vízispániel
Az ír vízispániel különc a spánielek közt, testalkata, nagy marmagassága, göndör szőrzete, keskeny farka okán élesen elkülönül a fajtacsoport többi tagjától. Jelleme elbűvölő: szelíd és játékos, az emberrel szemben roppant kedves, gazdáját és annak családját lelkes rajongással övezi. Eredetileg vízimadár-vadászatra tartották, mert kiválóan úszik és örömmel apportíroz, szaglása csalhatatlan, munkabírása pedig kiváló. Tartása családok számára is ajánlott, mert békés természetéből adódóan a kisgyermekek kíváncsi molesztálását is jól tűri.

### Angol springer spániel
Nagy múlttal rendelkező, ősi spánielfajta. Háta és nyaka izmos, állkapcsa erőteljes, hosszú fülét göndör szőr fedi, mancsát pedig sima szőrzet borítja. Arckifejezése szelíd, mozgása élénk, figyelme kiterjedt, a környezet változásait ugatással jelzi gazdájának. Keresi az ember társaságát, sok törődést igényel, különösen boldog, ha gyerekekkel játszhat. Eredetileg vadászkutyaként tartották, így rengeteg mozgást igényel, futni és úszni egyaránt szeret. Kiváló társ, ám rosszul viseli a magányt, ha elhanyagolják, könnyen önfejűvé és konokká válhat.

### Amerikai cocker spániel
Csodaszép szőrzet és barátságos tekintet, bohókás füle· és elegáns mozgás jellemzi az angol cocker spánielből kitenyésztett amerikai cocker spánielt. Kedélyes természete és szelídsége, lankadatlan kíváncsisága és elbűvölő intellektusa okán főként kedvtelésből tartják, de vadászösztöne sem kopott a tenyésztés során. A kutyakiállítások és versenyek sztárja, népszerűsége évtizedek óta töretlen. Dús, hosszú szőrzete komoly gondozást igényel, a rendszeres fésülés és kefélés, fürdetés és nyírás minden törődő gazda kötelessége.

## A tenyésztés
Ha nőstény spánielt vásároltunk, egyszer csak elérkezik az az idő, hogy legyenek-e kölykei. Sokan azt állítják, hogy egy, úgymond "egészségügyi ellés" jót tesz a szukának, a felvilágosultabbak ezt ostobaságnak tartják. Tény, hogy a szuka tulajdonosának át kell gondolnia, vállalja-e a kutyaáldást. Például, hogy van-e elég helyük, szaktudásuk, van-e lehetőségük a leendő kölyköknek arra, hogy kimenjenek a friss levegőre, vagy a szobában kell lenniük, és ami nagyon fontos, van-e elég időnk, pénzünk a kiskutyák gondozására, esetleges állatorvosi ellátására. 
Fontos, hogy ebünk rendelkezzen törzskönyvvel, valamint egészségügyi szűrésekkel. Ezzel tudjuk igazolni a születendő kölykök fajtatisztaságát és örökletes betegségektől való mentességét. A fedeztetés előtt kérjük ki szukánk tenyésztőjének véleményét, illetve kiállításon bíráltassuk el, kutyánk minden szempontból megfelel -e fajtája standardjának, érdemes -e továbbadnunk génjeit.
Ha ezekre a kérdésekre egyértelműen igennel tudunk válaszolni, és még mindig úgy gondoljuk, hogy szeretnénk, ha szukánk kiskutyákat hozna a világra, akkor kellő komolysággal és figyelemmel készüljünk fel erre a nagy eseményre. Sok probléma adódhat, és az is megtörténhet, hogy szukánk nem él túl egy nehéz szülést. Ezért szükség esetén álljon rendelkezésünkre gyors állatorvosi segítség. Az sem árt, ha előzőleg tájékoztatjuk a spánielklubot arról, hogy kutyánk kölyköket fog világra hozni. Amit a tapasztalt tenyésztő már évek óta tud, és ami számára már nem okoz különösebb fejtörést, azt a kezdő még elronthatja, és bizonyos esetekben visszafordíthatatlan károkat is okozhat. 
A kölykök a törvény szerint is nyolc hetes kortól, chippel, oltásokkal és féreghajtással adhatóak el, előtte gondosan kiválasztott gazdiknak. A kicsi új tulajdonosa kapjon egy starter-pakkot: alomillatú játékot vagy ruhadarabot és a puppy-tápot, amihez nálunk már hozzászokott. 
A nőstény tulajdonosoknak tudniuk kell, hogy kutyájuknál először nyolc és tíz hónapos kor körül jelentkezik a tüzelés. Ma már tüzelőbugyi is kapható, melynek segítségével könnyen elkerülhetők azok a kellemetlenségek, melyek a tüzelés természetes velejárói. Drasztikus, de hosszútávon kedvezőbb megoldás, ha ivartalaníttatjuk kutyánkat, ezzel elkerülhető a nem kívánt vemhesség és a szaporítószervi megbetegedések esélye is nagyságrendekkel csökkenthető.

## Képgaléria

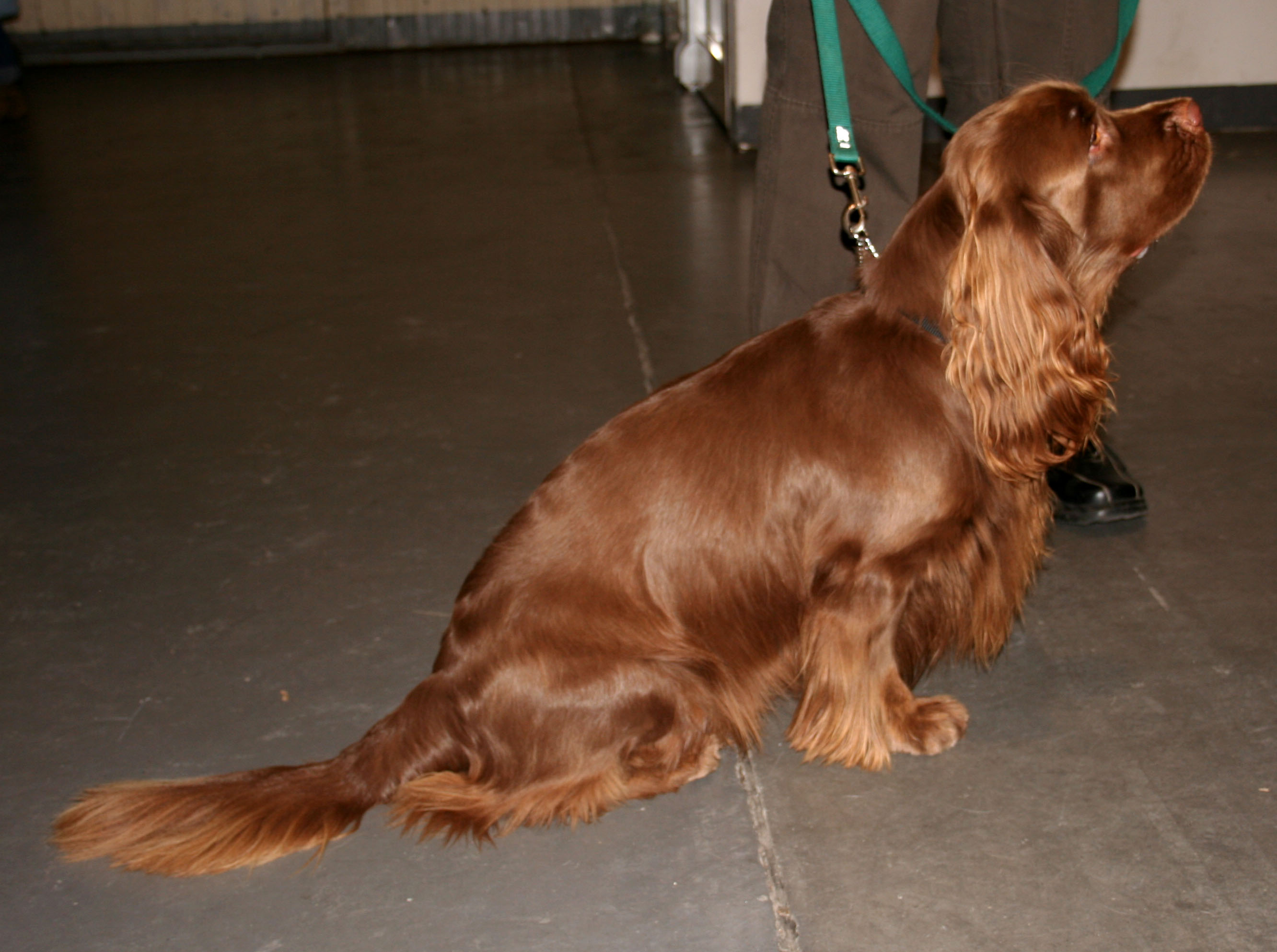
Sussex spániel
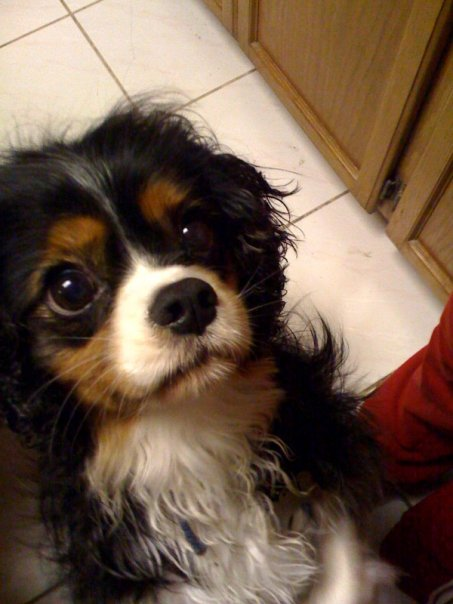
Cavalier king charles spániel
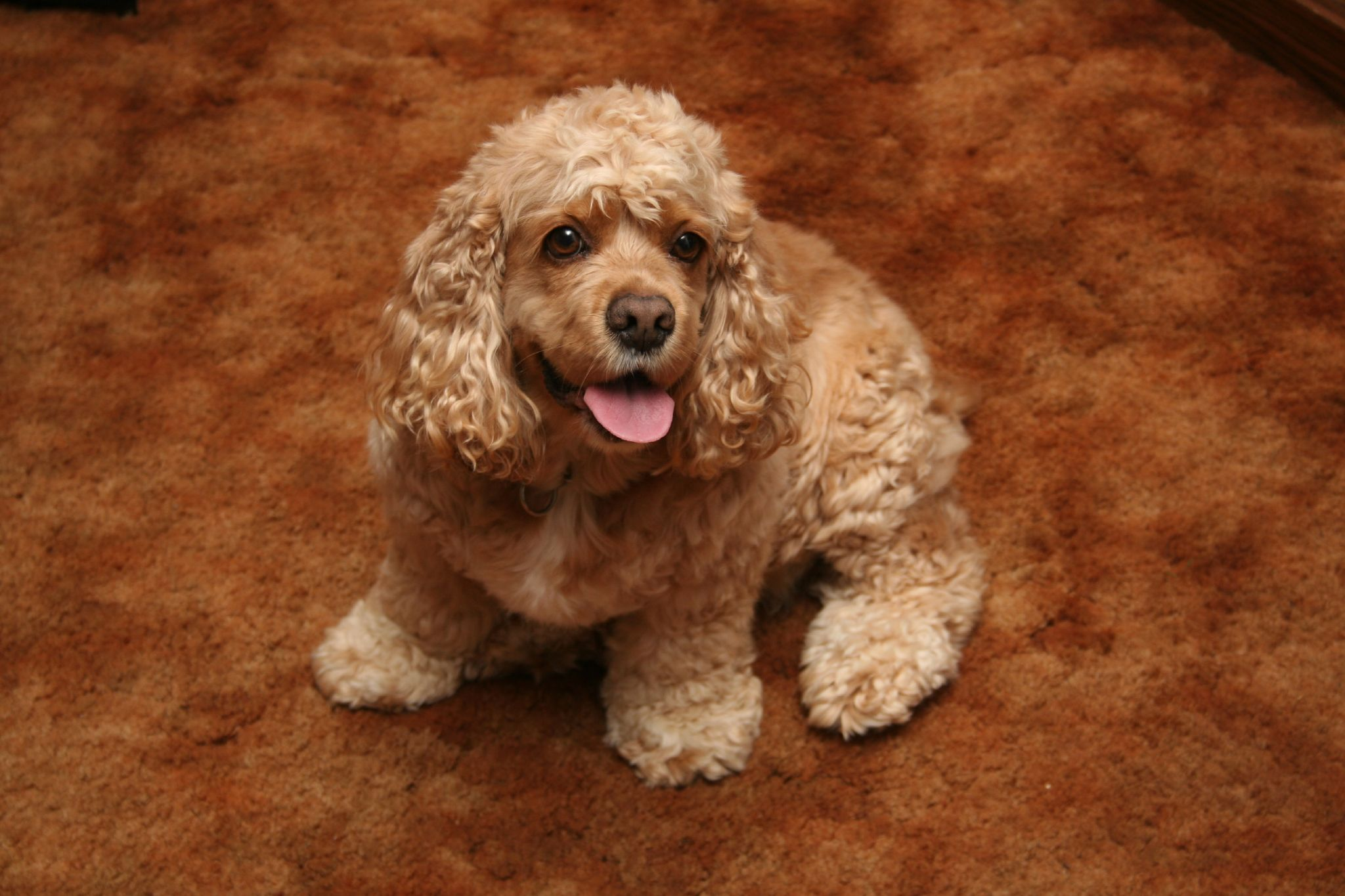
Amerikai cocker spániel
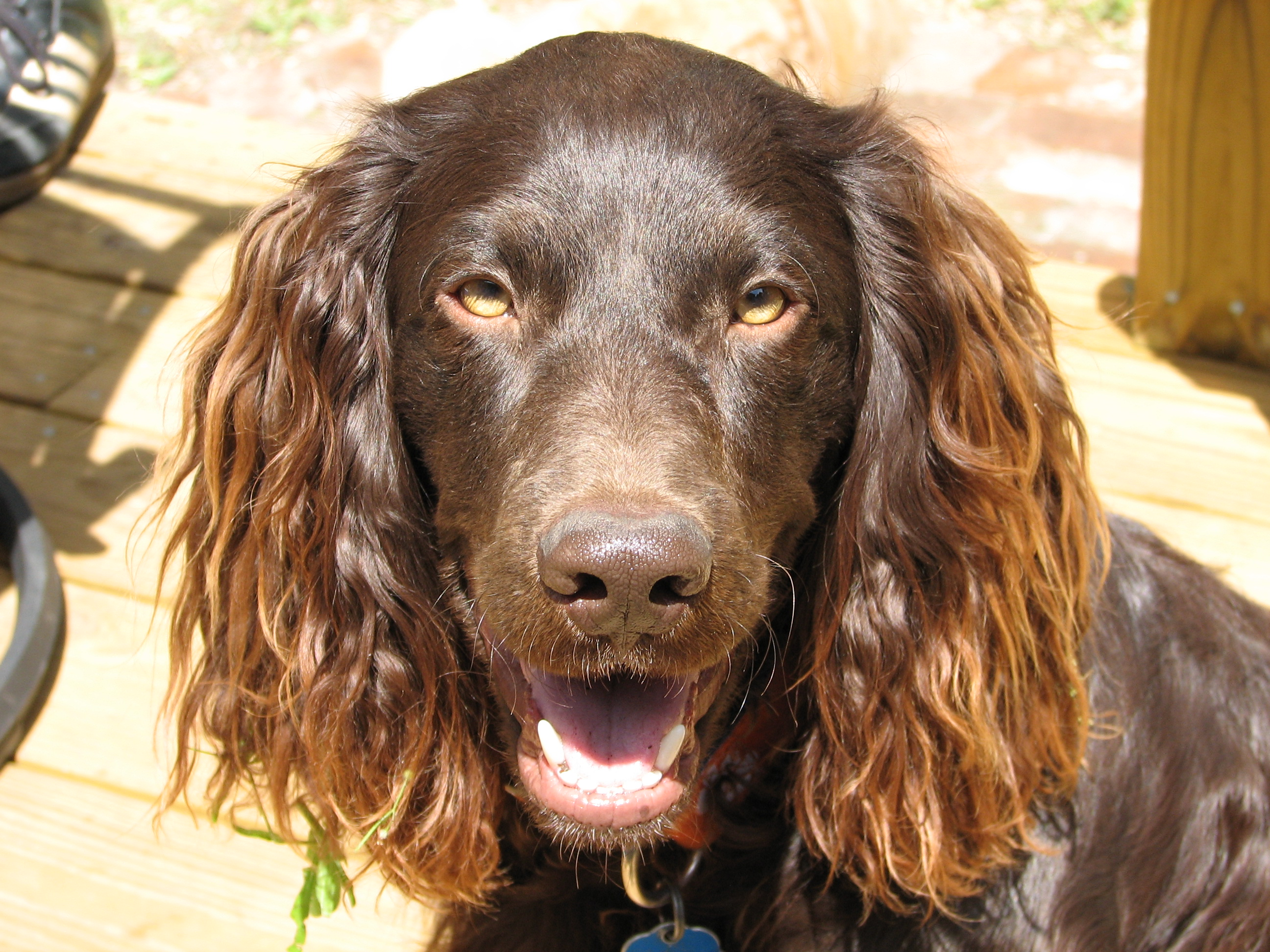
Boykin spániel